# カラク・シング
カラク・シング（パンジャービー語：ਖੜਕ ਸਿੰਘ, 英語：Kharak Singh, 1801年2月1日 - 1840年11月5日）は、北インドのパンジャーブ地方、シク王国の君主（在位：1839年）。

## 生涯
1801年2月1日、シク王国の君主である（このときはまだ君主ではない）ランジート・シングの息子として生まれた。
1812年、父ランジート・シングよりジャンムーのジャーギールを与えられた。
1839年6月27日、ランジート・シングの死により、カラク・シングはシク王国の王位を得た。
だが、同年10月8日、カラク・シングは息子ナウ・ニハール・シングに廃位、投獄された。このとき、王国の宰相や摂政も殺害された。
1840年11月5日、ナウ・ニハール・シングの命により、カラク・シングは獄中において毒殺された。

## ギャラリー
- カラク・シング
- カラク・シングと従者